# Laciempista amseli
Laciempista amseli är en fjärilsart som beskrevs av Ulrich Roesler 1975. Laciempista amseli ingår i släktet Laciempista och familjen mott. Inga underarter finns listade i Catalogue of Life.